# Paulianina umbra
Paulianina umbra är en tvåvingeart som beskrevs av Elisabeth K. Stuckenberg 1959. Paulianina umbra ingår i släktet Paulianina och familjen Blephariceridae.
Artens utbredningsområde är Madagaskar. Inga underarter finns listade i Catalogue of Life.